# Jona Mejía
Jonathan Mejía Ruíz, más conocido como Jona (Málaga, España, 7 de enero de 1989) es un futbolista hispano-hondureño, juega como delantero. Actualmente se encuentra sin equipo.

## Trayectoria
Jona Mejía, nació en Málaga. Sus comienzos en el mundo del fútbol, tienen lugar en la barriada de El Palo, (Málaga), donde comenzó jugando al fútbol, desde donde pasó por todas las categorías inferiores del Málaga, hasta llegar al filial el Málaga CF B. Su hermano Antonio Moreno Ruiz, también fue jugador. 
Con tan solo 19 años, Jona, se marcha a las filas del Lorca Deportiva, en la temporada 2008-2009, donde coincidió también con su hermano Antonio. Su debut con el Lorca, también supuso su debut en Segunda B, fue el 26 de octubre, de 2008, en Madrid, ante el filial del At. Madrid, el Atlético de Madrid B, con victoria lorquina 2-3, jugando Jona los últimos quince minutos del partido. Marcó su primer gol con el Lorca, el 1 de noviembre de 2008, en la 11ª jornada de liga, frente a Las Palmas At., y lo hizo por partida doble, conseguidos en el minuto 57 y 63 de partido, también marcó un gol frente al Navalcarnero. Con el Lorca, Jona, jugó un total de 26 partidos, de los cuales 22 fueron en liga y 4 en la promoción de ascenso a 2°A. Jugó su último partido con el conjunto murciano, el 7 de junio de 2009, en la fase de promoción de ascenso, frente al Villarreal B, con derrota por 2-3, frente al filial castellonense, cayendo apeados de los play off.
Tras finalizar campaña en tierras murcianas, Jona cruza el estrecho para firmar por la UD Melilla, también de Segunda B. Su debut con el Melilla, se produjo el 2 de septiembre de 2009, en partido de Copa del Rey, ante el Unió Esportiva Sant Andreu, siendo su debut en copa, jona jugó de inicio en la derrota del conjunto melillense. En liga su debut, tuvo lugar el 19 de septiembre de 2009, en la 4ª jornada de liga, con derrota 1-0 ante el Caravaca. Jona jugó un total de 11 partidos con la camiseta del melilla, de los cuales 9 fueron de liga, 1 de copa y 1 de promoción, sin conseguir hacer goles.
Tras finalizar la temporada firma por el Deportivo La Coruña, que lo incorpora a su filial, siendo convocado en más de una ocasión por el primer equipo, con el que debutó en un partido amistoso. Su debut, con el filial deportivista, tuvo lugar el 5 de agosto de 2010, en el Anxo Carro de Lugo, ante el conjunto local el CD Lugo, con un empate a dos goles, comenzó el partido de titular y fue sustituido a los 58 minutos. Su primer gol con el filial deportivista llegó, el 12 de diciembre de 2010, en la 17ª jornada de liga, frente al RSD Alcalá de Henarés, consiguiendo anotar jona sus dos primeros goles por partida doble, con el resultado final de 4-4. Jugó un total de 28 partidos de liga con el Deportivo B, haciendo 5 goles.
A la temporada siguiente se marchará a las filas del Zamora CF, de Segunda B. Con el Zamora, hace su debut, el 21 de agosto de 2011, con motivo de la primera jornada de liga, frente a la SD Ponferradina, con derrota 1-0, jugando jona 60 minutos del partido. Consiguió su primer gol con el Zamora, en la tercera jornada de liga, el 4 de septiembre de 2011, ante la Gimnástica de Torrelavega, con el resultado final de 1-1. Con el Zamora CF, jugó un total de 36 partidos, acumulando 2.542 minutos jugador, logrando marcar 12 goles, su mejor marca hasta esa fecha. Jugó su último partido con la zamarra zamorana, el 13 de mayo de 2012, en la última jornada de liga, en el Estadio del Helmantico, ante la UD Salamanca, con victoria del Zamora 1-2. 
En la 2012-2013, lo ficha el CD Ourense, de 2°B, hace su debut el 29 de agosto de 2012, en el enfrentamiento de Copa del Rey, ante el Ávila, jugó 22 minutos y consiguió el gol de la victoria del cuadro gallego, 2-1, en el minuto 77. Con el Ourense, disputó un total de 20 partidos, 18 de ellos en liga y 2 de copa del rey, acumulando 1.560 minutos jugados, consiguiendo la cifra de 13, goles. Superando así en solo la primera vuelta su registro goleador de la temporada anterior en el Zamora CF. Su espectacular primera vuelta en Galicia, le abre las puertas del Granada CF de la Primera División lo fichara en enero de 2013 y lo cediera al Vitória Guimarães de la Primera División de Portugal, hasta el final de esa temporada. Con el equipo luso se proclamó campeón de la Copa Portuguesa, ante el SL Benfica, aunque no pudo disputar ni un solo minuto de dicha final, puesto que no recibió las mejores chances por parte de su entrenador Rui Vitória.

### Real Jaén
Para la temporada 2013/2014, el Granada CF, llegó a un acuerdo con el Real Jaén CF, de la Segunda División, para la cesión de Jona, hasta el final de temporada. En el conjunto andaluz, debutó como futbolista profesional en España. Fue el 18 de agosto de 2013, con motivo de la 1ª jornada del campeonato nacional de la Liga Adelante, en el Nuevo Estadio de La Victoria, de Jaén, entrando de titular y disputando los noventa minutos de partido, en la derrota 1-2, del Real Jaén, ante la SD Eibar, club, qué se proclamaría campeón de liga, consiguiendo un histórico ascenso a Primera División, por primera vez en su historia. Su primer gol en Segunda División, con el Real Jaén, llegó en Soria, en la segunda jornada de liga, en el Nuevo Estadio Los Pajaritos, en la derrota 4-2, del cuadro jiennense, ante el CD Numancia de Soria. Ante el Numancia, también jugaría su primer partido de Copa del Rey, con el Jaén, consiguiendo Jona, el gol que clasificó al conjunto lagarto para los dieciseisavos de final, donde también eliminaron al Deportivo de la Coruña, de Carlos Marchena y cayendo eliminados en octavos, ante el RCD Español. 
El 15 de febrero de 2014, con motivo de la 26ª jornada de la Liga Adelante, el Real Jaén, derrotó 3-0 a la U. D. Las Palmas, con una magnífica actuación del ariete blanco, qué fue autor de dos golazos, a lo más puro estilo delantero centro. Como anécdota, de este partido hay que destacar qué en la celebración del primer gol, Jona se solidarizó con los niños enfermos de cáncer, con motivo de ese día mundial de niños con cáncer,  mostrando una camiseta donde se podía leer escrito su apoyo con la frase "Ánimo Pequeñines", esto costó que la Real Federación Española de Fútbol, le impusiera una sanción de multa de 2.000 €. Esta noticia levantó un gran revuelo, sobre todo en las redes sociales donde incondicionales, familiares y amigos, mostraban su apoyo al jugador. Más tarde la federación española, retiraría dicha sanción. Jona, jugó su último partido con la camiseta lagarta, el 7 de junio, de 2014, en la última jornada de liga, que enfrentó al Real Jaén, con el Deportivo Alavés, en un duelo emocionante por la permanencia en 2°A, con un final dramático con la derrota 2-3, y el posterior descenso a 2°B, del conjunto jiennense. Con el Real Jaén, en Segunda División, jugó un total de 43, partidos, bajo las órdenes de Manuolo Herrero, de los cuales 39 fueron de liga y 4 de Copa del Rey, acumulando un total de 3.526 minutos jugados y destapándose como goleador con 17 goles marcados. 16 en Liga y 1 en Copa. Durante esta corta estancia en Jaén, Jona, llegó a la internacionalidad, con la Selección de fútbol de Honduras, país donde obtiene la nacionalidad, puesto que su padre es de nacionalidad hondureña. También estrenó paternidad, junto con su pareja sentimental, siendo padre de una preciosa niña.

### Cádiz
En julio de 2014 Jona regresó a Segunda B, tras ser cedido por el conjunto granadino al Cádiz CF. El cuadro gaditano afronta la temporada 2014/2015 con un ambicioso equipo que le permita retornar a la categoría de plata del fútbol español. Para la temporada 2014/2015, realiza la pretemporada en las filas del Granada CF, con la intención de encontrar una oportunidad en el conjunto nazarí, que lo manda nuevamente cedido, esta vez recalará en las filas de otro conjunto andaluz el Cádiz CF, de Segunda B, qué cuenta con excompañeros de su anterior estancia en Jaén, como Fran Machado, o Juanma Espinosa, rechazando ofertas de club de mayor categoría como Real Betis, Real Valladolid, Osasuna o el propio Real Jaén, club interesados en hacerse con los servicios del jugador. Jona debutó con el Cádiz, el 23 de agosto, del 2014, en la primera jornada de liga en 2ªB, en el Ramón de Carranza, ante el Betis b, entrando de titular su primer gol de amarillo, en el minuto 21, en la victoria cadista 2-0.
En la Copa del Rey, hizo su debut con el submarino amarillo, el 15 de octubre, de 2014, ante la Balompédica Linense, con triunfo cadista 1-2, entrando jona al terreno de juego en el minuto 82 de partido. 
El 15 de febrero, de 2015, ellos Cádiz, se impuso 1-0, al Real Jaén, entrando Jona de titular y consiguiendo el gol de la victoria del conjunto cadista, ante su exequipo y compañeros, gol que no celebró por respeto al club y que pidió perdón a la afición jiennense, desplazada hasta tierras gaditanas. Curiosamente hay se le cortó una racha de 6 jornadas consecutivas marcando ante Arroyo, Betis B, La Roda, Marbellla FC, Granada B y Real Jaén. Con el Cádiz, jona disputó un total de 40 encuentros jugados, de los cuales 32, fueron en liga, 6 en promoción de ascenso a 2°A, y 2 en Copa, consiguiendo anotar 21 goles, 18 en liga y 3 en la promoción de ascenso ante Real Oviedo, Hércules CF, y Bilbao Athletic. Jugó su último partido con el Cádiz CF, el 28 de junio del 2015, en el último partido de la eliminatoria de ascenso a segunda división, ante el filial del Athletic Club, en el Bilbao Athletic, en el Carranza, con el resultado final de empate a un gol. El gol cadista lo conseguiría jona, en el minuto 16, con una medio chilena, espectacular, que no sirvió para conseguir el ascenso a 2°A.

### Albacete
EL 14 de julio, el Granada CF hace oficial su traspaso al Albacete Balompié en su página web.
Su traspaso, estimado en más de 400000 euros se considera uno de los mayores fracasos de la historia del club.

### UCAM Murcia
La temporada 2016-2017 es cedido al UCAM Murcia, equipo recién ascendido a la Liga 1|2|3 (antigua Liga Adelante). En su primer año en la categoría de plata del fútbol español, el UCAM consuma su descenso a Segunda División B tras quedar decimonoveno en la clasificación. Jona es durante toda la temporada uno de los pilares fundamentales del equipo, con 15 goles en los 37 partidos que disputó; siendo así el máximo realizador del equipo. Sin embargo, falló el penalti decisivo en la última jornada que hubiera supuesto la salvación del equipo.

### Córdoba C.F.
En verano de 2017, el Albacete traspasa a Jona al equipo andaluz por unos 350.000 euros. Siguiendo la tónica habitual, su equipo comienza la primera mitad del año en el fondo de la tabla clasificatoria.Tras una decepcionante primera vuelta, en la que consigue 3 goles en 15 partidos, el club decide cederlo al Cádiz en el mercado de invierno.

### Cádiz
El equipo gaditano firma a Jona como cedido en el mercado de invierno, mientras se encuentra en posiciones de ascenso directo. Sin embargo, una vez que llega el hondureño el equipo se desinfla contra todo pronóstico y en la última jornada pierde toda opción de ascenso. Jona no consigue marcar ni un solo gol en los 14 partidos en los que participa. Finalmente el club no lleva a cabo la opción de compra.

### Lugo
El 4 de julio de 2018 es cedido al CD Lugo.

## Selección nacional
En abril de 2013 manifestó su deseo de representar a la selección de Honduras, debutando el 2 de junio de 2013 en un amistoso contra la selección de Israel.
El 29 de agosto de 2014 se anunció que Mejía había sido convocado para disputar la Copa Centroamericana 2014 con Honduras. Jona debutó en partido oficial con la selección hondureña contra Belice.

### Participaciones en Copa Centroamericana
| Copa Centroamericana      | Sede           | Resultado    |
| ------------------------- | -------------- | ------------ |
| Copa Centroamericana 2014 | Estados Unidos | Quinto lugar |

## Clubes
Actualizado a 6 de junio de 2018
| Club                       | País     | Temporada  | Categoría                    | Partidos | Goles |
| -------------------------- | -------- | ---------- | ---------------------------- | -------- | ----- |
| Lorca Deportiva            | España   | 2008–2009  | Segunda B                    | 22       | 2     |
| UD Melilla                 | España   | 2009–2010  | Segunda B                    | 9        | 0     |
| RCD Fabril                 | España   | 2010–2011  | Segunda B                    | 28       | 5     |
| Zamora CF                  | España   | 2011–2012  | Segunda B                    | 36       | 12    |
| CD Ourense                 | España   | 2012–2013  | Segunda B                    | 18       | 11    |
| Vitória Guimarães          | Portugal | 2013       | Primeira Liga                | 5        | 0     |
| Real Jaén Club de Fútbol   | España   | 2013–2014  | Segunda División             | 39       | 16    |
| Cádiz Club de Fútbol       | España   | 2014–2015  | Segunda B                    | 32       | 18    |
| Albacete Balompié          | España   | 2015–2016  | Segunda División             | 29       | 5     |
| UCAM Murcia Club de Fútbol | España   | 2016–2017  | Segunda División             | 28       | 15    |
| Córdoba Club de Fútbol     | España   | 2017–2019  | Segunda División             | 16       | 3     |
| Cádiz CF (cedido)          | España   | 2018       | Segunda                      | 14       | 0     |
| CD Lugo (cedido)           | España   | 2018-2019  | Segunda                      | 11       | 0     |
| Hércules CF                | España   | 2019-2020  | Segunda B                    | 28       | 4     |
| CD Alcoyano                | España   | 2020- 2022 | Segunda B                    | 6        | 1     |
| UD Torre del Mar           | España   | 2022       | Tercera Federación (Grupo 9) | 5        | 0     |

## Vida privada
Jona es hijo del hondureño Leónidas Mejía, natural de la tegucigalpense colonia John F. Kennedy, emigró desde Honduras a España en 1984 y se radicó en Alicante de donde nunca más regresó. En la ciudad alicantina conoció a la que sería la madre de Jona Mejía, también madre, en una relación anterior del también futbolista Antonio Moreno. Ella -en compañía de su nueva pareja, Leónidas- decidió regresar a su Andalucía natal, estando embarazada y así dar a luz a Jona, en el malagueño Hospital Materno Infantil.Actualmente vive en un estado de desánimo debido a sus paupérrimos números como goleador, afortunadamente familia y amigos como su fiel amigo Luis Mascaraque de herculanos sin fronteras (su padrino) le brindan su apoyo.